# Maître d'Amiens
Le Maître d'Amiens est un peintre anonyme actif à Amiens entre 1518 et 1521. Ce peintre a travaillé pour la Confrérie du Puy Notre-Dame d'Amiens, pour laquelle il a réalisé plusieurs Puys (tableaux). Probablement d'origine néerlandaise et ayant séjourné à Anvers, il est considéré comme une figure majeure du courant du maniérisme leydo-anversois. Dan Erwing a proposé de l'identifier à l'un des apprentis du peintre Jan de Beer, Toonen Ariaenssone ou Inghele Adriens. Son itinéraire après son séjour à Amiens reste à déterminer.

## Contexte
Un nouveau foyer artistique apparaît à Anvers dans les deux premières décennies du XVIe siècle, autour des figures de Quentin Metsys, Joos van Cleve, Joachim Patinir et Jan de Beer. Dürer et Lucas de Leyde séjournent également dans la ville vers 1520. Ce foyer est caractérisé par un style maniériste et par un goût pour l'artifice, la préciosité et l'élégance des costumes. Ce style se retrouve aussi en Hollande avec Jacob van Oostanen, Cornelisz Engebrectsz et Lucas de Leyde, d'où le terme de « maniérisme leydo-anversois ».
Des œuvres de ce style sont présentes en France dès le début du XVIe siècle, réalisées par des artistes flamands ou par des artistes locaux inspirés par les modèles anversois.

## Biographie
La vie du maitre d'Amiens est mal connue et ne peut être reconstituée qu'à travers ses oeuvres et leur rapprochement avec les œuvres d'autres artistes. Le maître d'Amiens est probablement d'origine néerlandaise et a certainement séjourné à Anvers. Dan Erwing a proposé de l'identifier à l'un des apprentis du peintre Jan de Beer, Toonen Ariaenssone ou Inghele Adriens. Il est actif à Amiens entre 1518 et 1521 et travaille alors pour la Confrérie du Puy Notre-Dame d'Amiens, pour laquelle il a réalisé plusieurs Puys (tableaux). Son itinéraire après son séjour à Amiens reste à déterminer.

## Œuvres attribuées

### Puys d'Amiens
Le Maître d'Amiens est considéré comme l'auteur de quatre Puys réalisés pour la Confrérie de Notre-Dame du Puy d'Amiens entre 1518 et 1522 :
- Puy de 1518 : Au juste pois véritable balance, Musée de Picardie, Amiens, inv. p. 256
- Puy de 1519 : Pré ministrant pasture solitaire, Musée de Picardie, Amiens, inv. m. p. 527
- Puy de 1520 : La Vierge au Palmier ou Palme eslute du Sauveur pour victoire
- Puy de 1521-1522 : Le vray support de toute créature

### Autres tableaux
- La Mort de la Vierge, Musée Mayer van den Bergh, Anvers, inv. 189
- Présentation de la Vierge au Temple, localisation inconnue
- Triptyque de l'Adoration des Mages, Pinacoteca di Brera, Milan, inv. 620. Les volets, représentants la Nativité et le Repos pendant la fuite en Égypte, ont été peints par le Maître d'Amiens, tandis que la partie centrale, représentant l'Adoration des Mages, a été peint par Jan de Beer.

### Dessins
- Cinq apôtres à l'extrémité d'une table, Staatliche museen preussischer kulturbesitz, Kupferstichkabinett, Berlin, inv. kdz 9209
- Un évêque administrant l'extrême-onction à un mourant, Rijksmuseum, Rijksprentenkabinet, Amsterdam, inv. 1975 : 62
- Couple âgé assis près d'un âtre, Walker art Gallery, Liverpool, inv. wag. 1995.329
- La Présentation de la Vierge au Temple, The Metropolitan Museum of Art, The Elisha Whittesley Fund, New-York, inv. 2001. 635
- Aristote et Phyllis, British Museum, Department of Prints and drawings, Londres, inv. 1929. 4. 16. 1
- Saint Jean-Baptiste méditant dans le désert, Staatliche museen preussischer kulturbesitz, Kupferstichkabinett, Berlin, inv. kdz 12883
- Moïse et l'épreuve des charbons ardents, British Museum, Department of Prints and drawings, Londres, inv. 1824. 00. 9. 4
- La danse de Salomé, Staatliche Kunstsammlungen Schlossmuseum, Weimar, inv. nr kk 4531
- La Décollation de saint Jean-Baptiste, Staatliche museen preussischer kulturbesitz, Kupferstichkabinett, Berlin, inv. kdz 4350